# 波号第二百十潜水艦
波号第二百十潜水艦（はごうだいにひゃくじゅうせんすいかん）は、日本海軍の潜水艦。波二百一型潜水艦の10番艦。太平洋戦争末期に竣工したが実戦に参加することなく、戦後に海没処分された。

## 艦歴
マル戦計画の潜水艦小、第4911号艦型の10番艦、仮称艦名第4920号艦として計画。
1945年5月5日、波号第二百十潜水艦と命名されて波二百一型潜水艦の10番艦に定められ、本籍を佐世保鎮守府と仮定。14日、佐世保海軍工廠で起工。
6月7日、本籍を佐世保鎮守府に定められる。10日、進水。17日、艤装員事務所を佐世保海軍工廠内に設置し事務を開始。
8月11日竣工し、第六艦隊第五十二潜水隊に編入。終戦時は内海西部に所在。11月30日、海軍省の廃止に伴い除籍。
1946年4月5日、向後崎西方沖でアメリカ海軍により海没処分された。

## 潜水艦長
艤装員長
1. 青木滋 大尉：1945年6月15日 - 1945年8月11日

潜水艦長
1. 青木滋 大尉：1945年8月11日 - 1945年10月16日